# Омский альманах
Омский альманах — литературный альманах издаваемый в городе Омске в виде книг, большими тиражами и с разной периодичностью. Непериодический сборник литературно-художественных рассказов, стихов и литературоведческих статей.

## История
Начал издаваться Омским областным государственным издательством (ОМГИЗ, ОГИЗ).
Первые издания:
- Книга 1. Омск: ОМГИЗ, 1939. 180 с. Тираж 2 000.[2]
- Книга 2. Омск: ОМГИЗ, 1940. 195 с. Тираж 7 000.[3]
- Книга 3. Омск: ОМГИЗ, 1943. 131 с. Тираж 10 000.[4]
- Книга 4. Омск: ОГИЗ, 1944. 143 с. Тираж 3 000.[5]
- Книга 5. Омск: ОГИЗ, 1945. 131 с. Тираж 10 000.[6]
- Книга 6. Омск: ОГИЗ, 1947. 174 с. Тираж. 10 000.[7]
- Книга 7. Омск, 1950. [уточнить]

Издание выходило с небольшими перерывами в течение 10 лет. На смену «Омскому альманаху» в 1950-е годы пришёл сборник «Литературный Омск» (регулярно издавался по 1959 год).

## Редколлегия
В состав редколлегии входили:
- Березовский Ф. А. — писатель [уточнить]
- Бежицкий, Константин Яковлевич — первый ответственный редактор (1939—1940), был репрессирован
- Бухштаб, Борис Яковлевич — литературовед и редактор
- Драверт, Пётр Людовикович (редактор 4-6 книг) геолог, писатель и поэт[9]
- Жданов, Сергей Иванович — ответственный редактор, директор Омского областного государственного издательства (1943—1946)
- Курнева В. С. — писатель и редактор [уточнить]
- Лебедев И. П. — писатель и редактор [уточнить]
- Мартынов, Леонид Николаевич (1940—1943) — писатель и редактор, далее ушёл на фронт.
- Тетерев Е. М. — писатель и редактор [уточнить]
- Шишакин Б. Д. — писатель и редактор [уточнить].